# 國立臺灣傳統藝術總處籌備處
國立臺灣傳統藝術總處籌備處，簡稱NHTTA（Preparatory Office of the National Headquarters of Taiwan Traditional Arts），是中華民國（臺灣）行政院文化建設委員會曾經籌備的附屬機關，當時以國立傳統藝術中心在宜蘭縣五結鄉的園區為籌備處本部，曾有5個派出單位：國立傳統藝術中心、國光劇團、臺灣豫劇團、臺灣音樂館、臺灣國樂團。

## 歷史沿革
2008年3月6日，中華民國教育部不再經營表演藝術團體以後，各個國營的國家級音樂藝術團體由這個機關統籌管理，以求達到文化事權統一；也隸屬行政院文化建設委員會的國立台灣交響樂團和國家交響樂團是例外：國立臺灣交響樂團直屬行政院文化建設委員會，國家交響樂團是在已行政法人化的國立中正文化中心底下。
2011年1月20日，行政院通過《文化部組織法》和《國立傳統藝術中心組織法》草案，並撤回《國立臺灣傳統藝術總處組織法》草案，國立臺灣傳統藝術總處中止籌設，但籌備處依然存在。2012年5月20日，配合中華民國文化部成立，國立臺灣傳統藝術總處籌備處更名為「國立傳統藝術中心」，為文化部之三級機構，設立三個業務組（綜合企劃組、劇藝發展組、營運推廣組）及四個派出單位（國光劇團、臺灣豫劇團、臺灣國樂團、臺灣音樂館）。

## 歷任首長
| 姓名                                                 | 任期                                                                    | 備註                                             |
| 國立傳統藝術中心籌備處時期(1996年2月～2002年1月)     | 國立傳統藝術中心籌備處時期(1996年2月～2002年1月)                        | 國立傳統藝術中心籌備處時期(1996年2月～2002年1月) |
| ---------------------------------------------------- | ----------------------------------------------------------------------- | ------------------------------------------------ |
| 莊芳榮                                               | 1996年2月～1998年4月                                                    |                                                  |
| 陳德新                                               | 1998年4月～1998年8月                                                    |                                                  |
| 柯基良                                               | 1998年8月～2002年1月                                                    |                                                  |
| 國立傳統藝術中心時期(2002年1月～2008年3月)           |                                                                         |                                                  |
| 柯基良                                               | 2002年1月～2005年5月                                                    |                                                  |
| 林朝號                                               | 2005年5月～2006年8月                                                    |                                                  |
| 林德福                                               | 2006年8月～2008年3月                                                    |                                                  |
| 國立臺灣傳統藝術總處籌備處時期(2008年3月～2012年5月) |                                                                         |                                                  |
| 林德福                                               | 2008年3月～2008年7月                                                    |                                                  |
| 柯基良                                               | 2009年7月～2011年7月                                                    |                                                  |
| 陳兆虎                                               | 2011年7月～2012年5月                                                    |                                                  |
| 國立傳統藝術中心時期(2012年5月～迄今)                |                                                                         |                                                  |
| 方芷絮                                               | 2012年5月～2016年10月                                                   |                                                  |
| 吳榮順                                               | 2016年11月～2018年8月                                                   |                                                  |
| 王蘭生                                               | 2015年4月～2020年11月 2016年11月、2018年9月代理主任 2012年5月-2013年9月 |                                                  |
| 陳濟民                                               | 2018年9月~2021年3月                                                     |                                                  |

## 組織架構
- 主任
  - 副主任
    - 主任秘書

內部單位
- 主計室
- 人事室
- 秘書室
- 綜合企劃組
- 劇藝發展組
- 營運推廣組

派出單位與首長
- 臺灣國樂團：王蘭生（臺灣國家國樂團團長）
- 國光劇團：陳兆虎（籌備處副主任代理主任兼傳統藝術中心代理主任兼國光劇團代理團長）
- 臺灣豫劇團：蘇桂枝（研究員兼音樂中心代理主任兼豫劇團代理團長）
- 臺灣音樂館：蘇桂枝（研究員兼音樂中心代理主任兼豫劇團代理團長）